# Maleshe
Maleshe is een dorp in het district Kgalagadi in Botswana. De plaats telt 462 inwoners (2011).